# 카라델
카라델 칸국 혹은 카르 델리 칸국(Хар Дэлийн хант) 또는 하미 칸국(哈密 汗國), 하미국(哈密國)은 몽골 제국 붕괴 후 오늘날의 신장 위구르 자치구 합밀시 주변에 건국된 몽골계 국가다. 차가타이 칸의 손자 알루구 칸의 후손인 우나시리가 1389년경 건국했다. 1380년부터 명나라의 속국이 되어 조공을 바쳤고, 1406년부터 명나라가 합밀위라는 기구를 세워 통치했다. 카라델의 칸은 명의 기미정책에서 충순왕(忠顺王)이라고 불렸다. 1472년 명나라 군대가 주둔하면서 다시 명나라의 속국이 되었다. 명과 준가르 사이의 분쟁통에(명-투루판 분쟁) 두 강대국의 사이에서 질식해가다가 1513년 멸망했다.
"카라델"(Хар Дэлийн)이란 몽골어로 "검은 말"(흑마)이라는 뜻이다.

## 개요
1388년 원나라 왕조의 칸 토구스테무르 칸은 명나라와의 교전 중 패하고 후퇴하다가, 아리그부케 칸의 후손인 예수데르에게 암살당했다. 토구스테무르 칸의 암살을 계기로 몽골의 통일은 완전히 상실되었고, 일부 노얀, 귀족들은 명나라로 투항했다. 또한 몽골 제국 카안의 지배하에 있는 많은 지방이 독립하거나, 명나라에 종속되었다. 그 중 한 사람인 불교도 구나시리 칸은 1389년에 자립을 선언, 하미에 카라 델 칸국을 설립했다. 카라 델은 중세 몽골어로 검은 양이라는 뜻이다. 현재의 신장 위구르 자치구 지역에 위치한 이 칸국의 중심지는 하미라서 하미 칸국으로도 부른다.
1404년 카라델 왕조의 엔케 테무르 칸은 명나라의 압력에 지쳐 굴복, 명나라의 종주권을 인정하고 충순왕( 겸손한 왕이라는 뜻)이라는 칭호를 받았다. 이 기간 동안 몽골 북원에서 여러 번 카안이 교체되고 전쟁이 발발했다. 몽골 대칸의 힘이 약해지고 강력한 오이라트부 귀족들이 대신 통치하기 시작하면서 위기가 심화되었다. 군 테무르 토고간 칸 혹은 굴리치 울루그테무르 칸은 엔케 테무르 칸의 명나라 복속을 불쾌히 여겨 사람을 보내 엔케 테무르를 독살하기도 했다.
1420년대부터 오이라트의 토곤 타이시는 카라델에 사절을 보내, 이전 관계를 회복하려 했다. 또한 혼인 관계를 통해 동맹을 형성하게 된다. 1439년에는 몽골의 칸, 귀족들과 가까운 나라가 되었고, 명나라의 속국에서 탈퇴하면서 명나라와 갈등을 일으켰다.
1463년 칸국의 주변 지역을 둘러싼 갈등이 고조되어 1467년 명나라에서 주둔군이 파견되고, 1513년 몽골의 만수르 정복 등으로 구나시리 왕조는 점차 약화되다가 멸망으로 확대되었다. 이후 동투르키스탄의 동부 전체가 이슬람화되었다.

## 같이 보기
- 명-투루판 분쟁